# Thomas Vogel (Politiker)

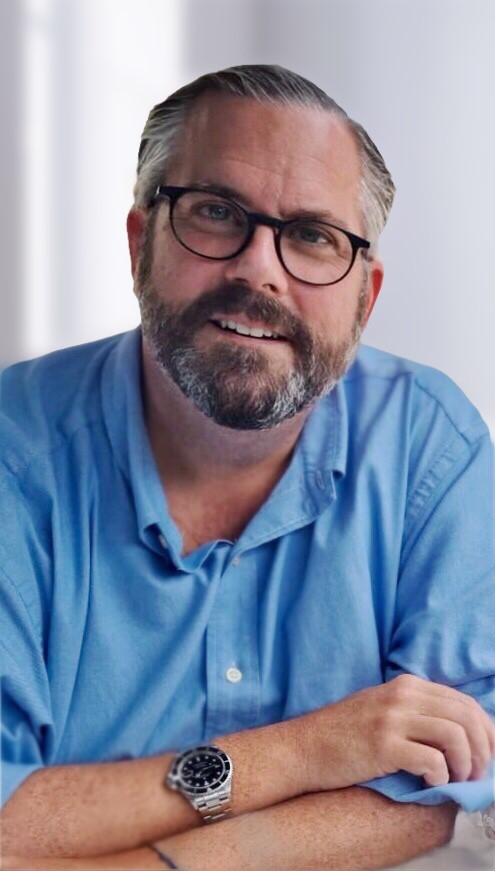
Thomas Vogel

Thomas Vogel (* 18. Januar 1972 in Zürich) ist ein Schweizer Politiker der FDP.Die Liberalen. Er war von 2003 bis 2022 Mitglied des Zürcher Kantonsrats und war von 2008 bis 2019 Präsident der FDP-Kantonsratsfraktion.

## Biografie
Thomas Vogel wuchs in Dietlikon und Illnau-Effretikon auf. Er absolvierte 1991 die Matura Typus B an der Kantonsschule Rychenberg und studierte nach dem Militärdienst ab 1993 Rechtswissenschaften an der Universität Zürich. 1998 schloss er mit dem Lizenziat ab.
Thomas Vogel ist Vizepräsident des Stiftungsrates der Eleonorenstiftung (Trägerin des Universitäts-Kinderspitals Zürich). Weiter ist er u. a. Verwaltungsrat der ViciMed AG und der JDMT Medical Services AG. Er ist verheiratet und wohnt in Thalwil.

## Politik
Thomas Vogel ist seit 1989 Mitglied der FDP.Die Liberalen. Als solches gründete er 1991 die Jungliberalen Illnau-Effretikon, die seit 1994 mit bis zu drei Mitgliedern im Stadtparlament, dem Grossen Gemeinderat, vertreten waren und auch mehrere Jahre einen Stadtrat stellten.
1994 wurde er mit 22 Jahren in den Grossen Gemeinderat der Stadt Illnau-Effretikon gewählt, in welchem er unter anderem in der Geschäftsprüfungskommission wirkte. 2001/2002 präsidierte er das Gemeindeparlament, dem er auch nach seiner Wahl in den Kantonsrat bis 2008 angehörte.
Im Rahmen der Gesamterneuerungswahlen 2003 wurde Thomas Vogel für den Bezirk Pfäffikon in den Kantonsrat gewählt und 2007, 2011, 2015 und 2019 bestätigt. Er war in der Folge bis 2008 Mitglied und Vizepräsident der kantonsrätlichen Kommission für Justiz und öffentliche Sicherheit und war seit seiner Wahl zum FDP-Fraktionspräsidenten 2008 Mitglied der Geschäftsleitung des Kantonsrates (bis 2019).
Bei den Wahlen 2019 kandidierte er für den Regierungsrat. Er erzielte dabei zwar die absolute Mehrheit der für eine Wahl notwendigen Stimmen, erlangte aber als Überzähliger kein Mandat.
Thomas Vogel hält verschiedene Mandate und war u. a. seit 2004 bis 2023 Mitglied des Vorstandes der FDP des Kantons Zürich, seit 2020 als Vizepräsident, und von 2006 bis 2024 des Geschäftsleitenden Ausschusses des ACS Sektion Zürich. Weiter war er 2015 bis 2023 Stiftungsrat der Stiftung Zürcher Rehazentren und ist seit 2020 Präsident des Zurich Jazz Orchestra und des Vereins Zunfthaus zum Weggen. Er ist Ehrenmitglied der Jungfreisinnigen Kanton Zürich, der FDP Bezirk Pfäffikon und des ACS, Sektion Zürich.